# 拉巴尔
拉巴尔（法語：La Barre，法語發音：[la baʁ]）是法国汝拉省的一个市镇，属于多勒区。

## 地理
拉巴尔（47°8'49"N, 5°40'59"E）面积3.31 平方千米，位于法国勃艮第-弗朗什-孔泰大區汝拉省，该省份为法国东部内陆省份，北起上索恩省，西北接科多尔省，西临索恩-卢瓦尔省，南至安省，东与杜省和瑞士接壤。
与拉巴尔接壤的市镇（或旧市镇、城区）包括：让德雷、埃特勒皮涅、蒙泰普兰、奥尔尚、朗绍。

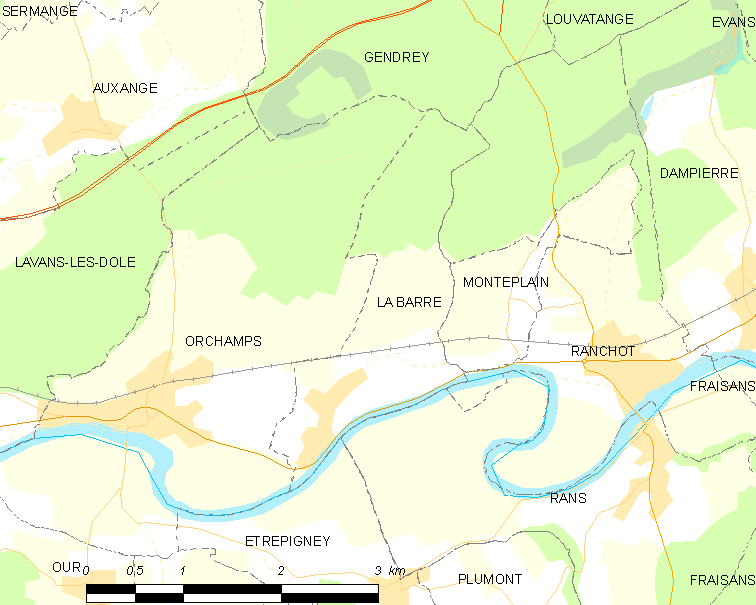
拉巴尔的OSM定位图

拉巴尔的时区为UTC+01:00、UTC+02:00（夏令时）。

## 行政
拉巴尔的邮政编码为39700，INSEE市镇编码为39039。

## 政治
拉巴尔所属的省级选区为蒙苏沃德雷县。

## 人口

1962-2008年间拉巴尔人口变化图示

拉巴尔于2022年1月1日时的人口数量为247人。